# Ebenus stellata
Ebenus stellata är en ärtväxtart som beskrevs av Pierre Edmond Boissier. Ebenus stellata ingår i släktet Ebenus och familjen ärtväxter. Inga underarter finns listade i Catalogue of Life.